# 奥坂まや
奥坂 まや（おくざか まや、1950年7月16日 - ）は、俳人。本名、中山和子。東京都生まれ。立教大学文学部文化人類学専攻卒。
1986年俳句結社「鷹」入会、藤田湘子に師事。1987年鷹新人賞、1989年鷹俳句賞、2003年鷹春秋賞。1995年第一句集『列柱』により第18回俳人協会新人賞を受賞。代表句に「地下街の列柱五月来たりけり」「万有引力あり馬鈴薯にくぼみあり」など。2008年より鷹同人会会長。俳人協会、日本文藝家協会会員。

## 著作

### 句集
- 『列柱』（花神社、1994年）
- 『縄文』（ふらんす堂、2005年）
- 『妣の国』（ふらんす堂、2011年）
- 『うつろふ』（ふらんす堂、2021年）

### 評論
- 『鳥獣の一句』（ふらんす堂、2014年）
- 『飯島晴子の百句』（ふらんす堂、2014年）

### 作品
- 奥坂まや 「番号順」（週刊俳句 2008年7月20日掲載）
- 奥坂まや 「苛立つ」（詩客 2012年8月10日掲載）

### 作品鑑賞
- 奥坂まやの句の鑑賞 - ウェイバックマシン（2014年4月7日アーカイブ分）（『増殖する俳句歳時記』）
- 滝の前だんだんわれの居なくなる 奥坂まや（スピカ 座談会。2011年8月20日掲載）
- 坂道の上はかげろふみんな居る 奥坂まや（同上。2011年8月27日掲載）

### 句集の書評
- 坂口昌弘著『平成俳句の好敵手』文學の森
- 奥坂まや作品をめぐって（句集『縄文』） - ウェイバックマシン（2008年8月20日アーカイブ分）（吉野裕之）
- ぜつめつ　にんげん　みんな（神野紗希）
- 奥坂まや句集『妣の国』（関悦史）